# Jeździectwo na Letnich Igrzyskach Olimpijskich 1932 – ujeżdżenie indywidualnie
Konkurencja ujeżdżenia podczas X Letnich Igrzysk Olimpijskich została rozegrana 10 sierpnia 1932 roku w Riviera Country Club w Pacific Palisades. Wystartowało 10 zawodników.

## Format
Zawody oceniało trzech sędziów, którzy jeźdźców klasyfikowali na poszczególnych miejscach. Suma miejsc decydowała o ostatecznej kolejności zawodników. W przypadku równej ilości punktów decydowała suma punktów ocen przejazdu.

## Wyniki
| Pozycja | Jeździec           | Kraj              | Koń           | Sędzia 1 | Sędzia 1 | Sędzia 2 | Sędzia 2 | Sędzia 3 | Sędzia 3 | Łącznie  | Łącznie |
| Pozycja | Jeździec           | Kraj              | Koń           | Punkty   | Miejsce  | Punkty   | Miejsce  | Punkty   | Miejsce  | Suma pkt | Suma    |
| ------- | ------------------ | ----------------- | ------------- | -------- | -------- | -------- | -------- | -------- | -------- | -------- | ------- |
| 1.      | Xavier Lesage      | Francja           | Taine         | 335,50   | 2        | 368,50   | 1        | 327,25   | 3        | 1031,25  | 6       |
| 2.      | Charles Marion     | Francja           | Linon         | 263,25   | 6        | 363,25   | 2        | 289,75   | 5        | 916,25   | 14      |
| 3.      | Hiram Tuttle       | Stany Zjednoczone | Olympic       | 341,25   | 1        | 298,25   | 4        | 262,00   | 9        | 901,50   | 14      |
| 4.      | Thomas Byström     | Szwecja           | Gulliver      | 247,75   | 7        | 279,75   | 6        | 353,00   | 2        | 880,50   | 16      |
| 5.      | André Jousseaume   | Francja           | Sorelta       | 276,75   | 5        | 316,50   | 3        | 278,00   | 8        | 871,25   | 17      |
| 6.      | Isaac Kitts        | Stany Zjednoczone | American Lady | 291,50   | 3        | 271,50   | 7        | 283,25   | 6        | 846,25   | 17      |
| 7.      | Alvin Moore        | Stany Zjednoczone | Water Pat     | 281,50   | 4        | 267,50   | 8        | 280,00   | 7        | 829,00   | 20      |
| 8.      | Gustaf Boltenstern | Szwecja           | Ingo          | 247,75   | 7        | 261,75   | 9        | 324,00   | 4        | 833,50   | 21      |
| 9.      | Gabriel Gracida    | Meksyk            | El Paso       | 195,75   | 10       | 208,00   | 10       | 197,75   | 10       | 601,50   | 30      |
| 10.     | Bertil Sandström   | Szwecja           | Kreta         | 298,00   | 3        | 291,25   | 5        | 374,75   | 1        | 964,00   | 9       |